# 普羅泰瑟
49°10′56″N 24°24′56″E / 49.18222°N 24.41556°E

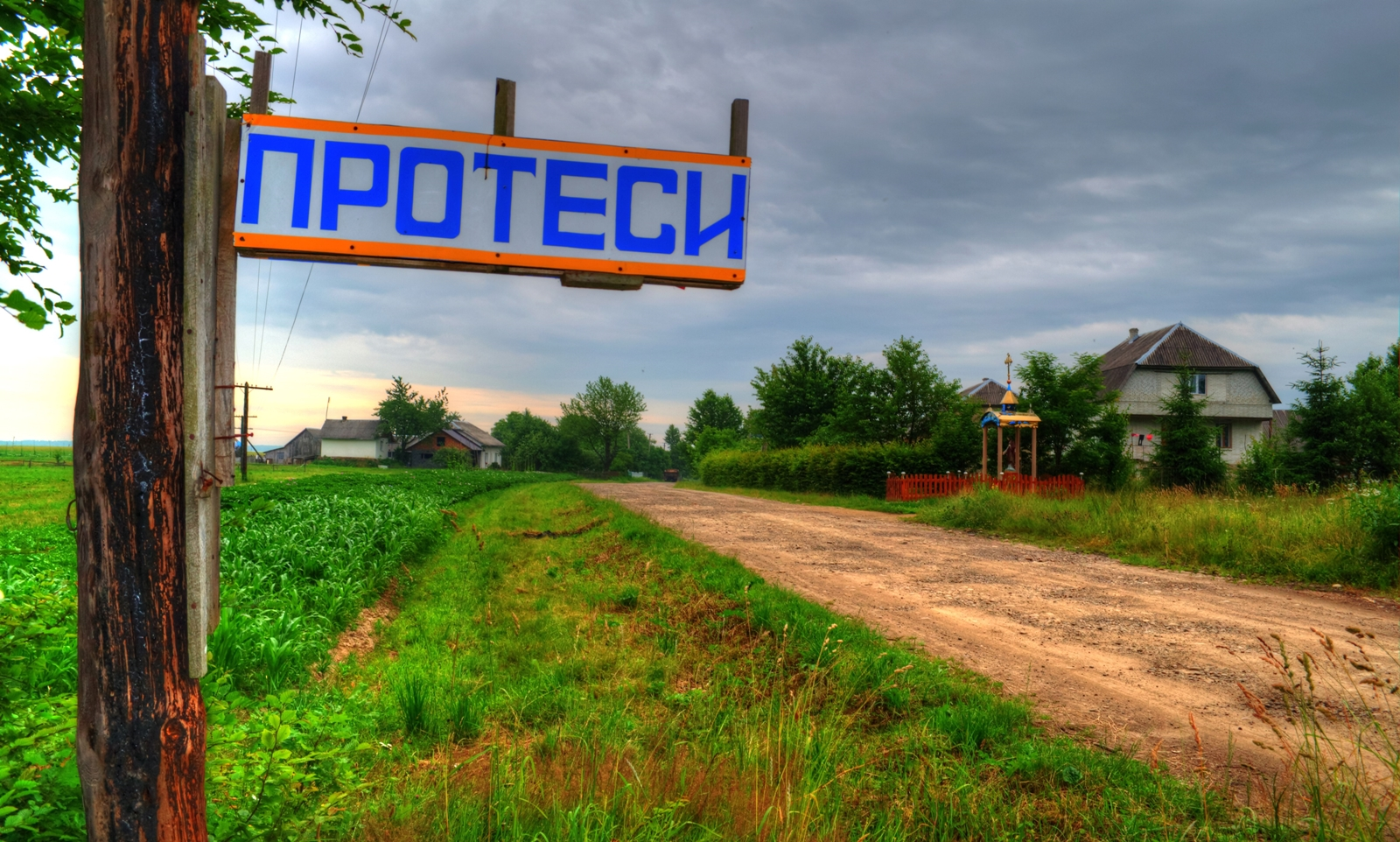

普羅泰瑟（羅馬化：Protesy）是烏克蘭西部利維夫州斯特雷區的村莊。該村面積1.42平方公里，海拔高度297米，2001年人口643，人口密度每平方公里452.82人。